# 創新及科技局
創新及科技局（簡稱創科局）是香港特別行政區政府的決策局，專責香港的創新科技及資訊科技發展政策，推動科學及科技，及在政府內部統籌相關的事務。立法會會議於2015年6月3日通過開設創新及科技局的決議案，至2015年11月6日，立法會財務委員會通過成立創新及科技局的撥款。創新及科技局於2015年11月20日正式成立，最後一任局長為薛永恒。
2022年7月1日改名創新科技及工業局。

## 工作範圍
- 中醫藥研發（與食物及衞生局和衞生署合作）
- 再生能源及廢物管理技術（與環境局／ 環境保護署合作）
- 統籌各項電子化措施（例如無紙化政府）
- 推動雙邊科技交流
- 推展數碼21資訊科技策略
- 促進創新及科技發展以推動高端製造業的發展

## 歷史
香港行政長官当選人梁振英為了趕及在於2012年7月1日上任前令其重組政府架構的理念得以落實，於同年6月中要求政府繞過其他法案提出動議。
泛民主派認為梁振英的做法不尊重香港立法會的既有議事程序，而且動議的時間過於倉卒。同月21日舉行的立法會會議審議了上述動議，泛民主派立法會議員抨擊梁振英未上任就粗暴干預立法會的運作。原本以為在建制派佔議席多數下，政府動議必定能夠通過，然而表決結果出人意表：27票贊成、25票反對、1票棄權。在數名建制派立法會議員缺席、反對及棄權下，上述動議遭到否決。至此，成立科技及通訊局的計劃被擱置，原計劃亦包括以下部門：創新科技署、政府資訊科技總監辦公室、通訊事務管理局辦公室及香港電台。
2012年10月，建制派立法會議員發表聯署行動，要求政府增加設置「科技及通訊局」。加上科技界強烈要求增設科技及通訊局的呼聲下，行政長官梁振英在2014年1月16日透過《2014年度香港行政長官施政報告》宣布啟動成立創新及科技局的工作，該新決策局至少包括創新科技署及政府資訊科技總監辦公室。
2014年10月29日，立法會通過成立創新及科技局的決议。其後因財務委員會未有於限期前批准開設新總目，此決議案因時限而失效。
2015年1月23日，政府抽起4項向立法會財務委員會申請的撥款項目；促使原來排在比較後的議程，包括有關於成立創新及科技局的申請，可以獲得優先處理。不過，由於泛民主派立法會議員在立法會財務委員會上發動「拉布」，以致未能夠通過撥款以成立創新及科技局。梁振英其後以無薪條件委任楊偉雄出任首創顧問職銜──行政長官創新及科技顧問，同時邀請他加入行政會議非官守成員，並且擔任創新及科技諮詢委員會主席。
2015年6月3日，立法會大會再次通過成立創新及科技局決議案。
2015年11月6日，立法會財務委員會通過2項成立創新及科技局的撥款申請。
2016年1月29日，香港政府公佈任命鍾偉強為創新及科技局副局長，3月1日上任。
2020年4月22日，2017年接替陳帆出任機電工程署署長薛永恒，接替楊偉雄出任創新及科技局局長。

### 其他
根據梁振英最初構思及早期文件，原有商務及經濟發展局會分拆為「科技及通訊局」，管轄範圍包括香港的通訊和廣播事宜，及「工商及產業局」；但最終通訊及廣播事務仍掌管在商務及經濟發展局手中，亦沒有改名。此局常任秘書長亦兼任香港生產力促進局理事會成員。

## 管轄部門及公營機構
- 創新科技署
- 香港科技園公司
- 政府資訊科技總監辦公室
- 效率促進辦公室
- 香港應用科技研究院

## 歷任首長
| - 資訊科技及廣播局局長 - 鄺其志（1998年5月4日－2000年3月5日） - 尤曾家麗（2000年7月1日－2002年6月30日） | |
| - 工商及科技局局長 - 唐英年（2002年7月1日－2003年8月3日） - 曾俊華（2003年8月4日－2006年1月24日） - 王永平（2006年1月24日－2007年6月30日）                                                                                                  | |
| - 商務及經濟發展局局長 - 馬時亨（2007年7月1日－2008年7月11日） - 劉吳惠蘭（2008年7月12日－2011年4月12日） - 蘇錦樑（署理）（2011年4月13日─2011年6月27日） - 蘇錦樑（2011年6月28日－2017年6月30日） - 邱騰華 （2017年7月1日－2022年6月30日） | - 商務及經濟發展局副局長 - 蘇錦樑（2008年6月2日－2011年6月27日） - 梁敬國（2013年10月16日－2017年6月30日） |
| - 創新及科技局局長 - 楊偉雄（2015年11月20日－2020年4月22日） - 薛永恒（2020年4月22日－2022年6月30日） | - 創新及科技局副局長 - 鍾偉（2016年3月1日－2017年6月30日、2017年8月2日—2022年6月30日）                     |
| - 創新及科技局常任秘書長 - 卓永興（2015年11月20日－2019年4月12日） - 蔡淑嫻（2019年7月30日－2022年6月30日） | |

## 歷任政治助理
- 梁淑寶（2016年2月21日－2017年6月30日）
- 張曼莉（2017年9月8日－2022年6月30日）

## 外部連結
- 香港特別行政區政府 創新及科技局 （页面存档备份，存于）
- 創新及科技局Facebook專頁 （页面存档备份，存于）